# Canton de Seclin-Nord
Le canton de Seclin-Nord est un ancien canton français, situé dans le département du Nord et la région Nord-Pas-de-Calais.
Il a été regroupé au sein du Canton de Templeuve-en-Pévèle.
Le canton de Seclin-Nord faisait partie de la cinquième circonscription du Nord.

## Composition

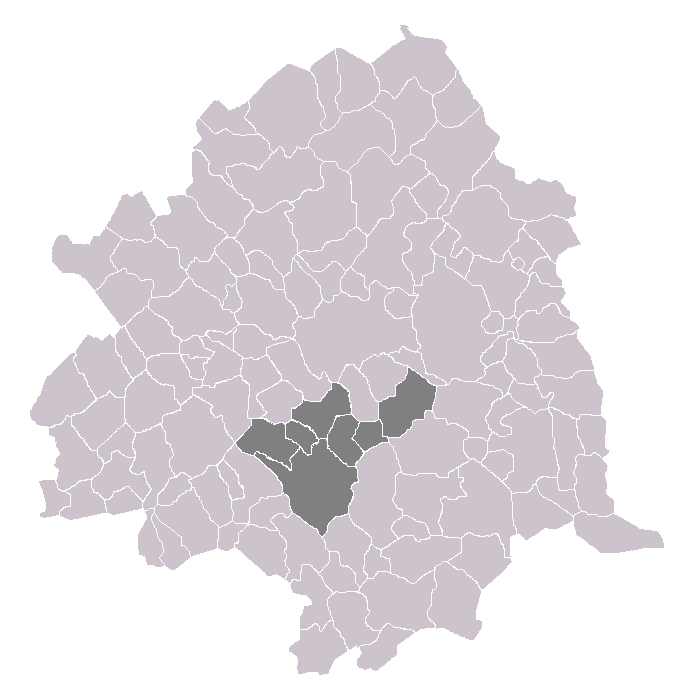
Canton de Seclin-Nord dans l'arrondissement de Lille

Le canton de Seclin-Nord regroupait les communes suivantes :
| Nom                 | Code Insee | Intercommunalité              | Population (dernière pop. légale)              |
| ------------------- | ---------- | ----------------------------- | ---------------------------------------------- |
| Seclin (chef-lieu)  | 59560      | Métropole européenne de Lille | Fraction : 4 694(2012) Commune : 12 557 (2014) |
| Houplin-Ancoisne    | 59316      | Métropole européenne de Lille | 3 492 (2014)                                   |
| Lesquin             | 59343      | Métropole européenne de Lille | 7 249 (2014)                                   |
| Noyelles-lès-Seclin | 59437      | Métropole européenne de Lille | 866 (2014)                                     |
| Templemars          | 59585      | Métropole européenne de Lille | 3 267 (2014)                                   |
| Vendeville          | 59609      | Métropole européenne de Lille | 1 679 (2014)                                   |
| Wattignies          | 59648      | Métropole européenne de Lille | 14 190 (2014)                                  |

## Histoire
Canton créé en 1992.

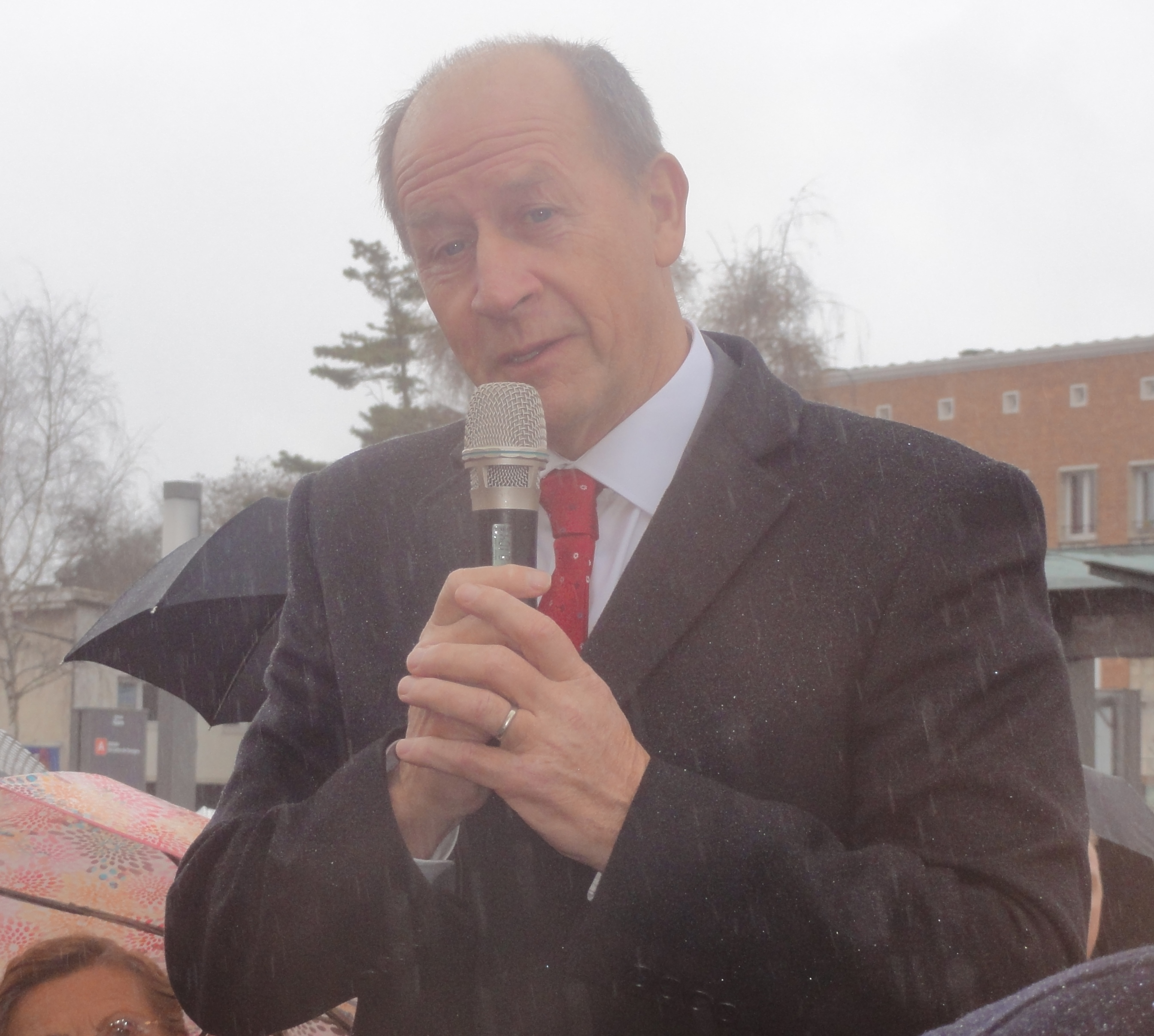
Dany Wattebled lors de la manifestation contre la suppression des dessertes TGV en gare de Douai du 2 mars 2019.

Ancien canton de Seclin : voir Canton de Seclin-Sud.
| Période           | Identité         | Parti          | Qualité |
| ----------------- | ---------------- | -------------- | --- |
| 1992-1998         | Robert Delefosse | RPR            | Directeur technico-commercial Maire de Wattignies (1971-1999)                                                                |
| 1998-2007 (décès) | Noël Dejonghe    | PS             | Professeur Maire de Templemars (1990-2007)                                                                                   |
| 2008-2015         | Dany Wattebled   | MoDem puis UDI | Chef d'entreprise Maire de Lesquin (1995-2017) Sénateur du Nord (depuis 2017) Elu en 2015 dans le Canton de Faches-Thumesnil |

## Démographie
| 1999   | 2006   | 2011   | 2012   |
| ------ | ------ | ------ | ------ |
| 33 870 | 33 858 | 33 484 | 33 930 |